# パイオニア駅
パイオニア駅（パイオニアえき、英語:Pioneer MRT Station）は、シンガポールにある、MRT東西線の高架駅。
この駅から南洋理工大学行きのシャトルバス（NTU-D系統）が運行されている。

## 駅構造
島式1面2線のホームを持つ駅。
| A | ■東西線 | パシール・リス・チャンギ・エアポート方面 |
| B | ■東西線 | トゥアスリンク方面                       |

## 歴史
- 2009年2月28日 開業[1]
- 2011年8月24日 ホームドアが運用開始